# Prix Casa de las Américas
Le prix Casa de las Américas est un prix littéraire décerné chaque année depuis 1959 par l'organisme culturel cubain Casa de las Américas ou Maison des Amériques.
Le prix Casa de las Américas fut créé quelques mois après la victoire de Fidel Castro à Cuba. Il est un des plus anciens prix littéraires d'Amérique latine.
Le prix est attribué dans diverses catégories : poésie, conte, nouvelle, théâtre et essai.
Depuis le milieu des années 1970, le prix est également décerné aux écrivains anglophones et francophones d'Amérique.

## Lauréats
Parmi les lauréats du prix Casa de las Américas : 
- Hispanophones :
  - José María Arguedas (Pérou)
  - Elizabeth Burgos (Venezuela)
  - Roque Dalton (Salvador)
  - Eduardo Galeano (Uruguay)
  - Luis Britto Garcia (Venezuela)
  - José Lezama Lima (Cuba)
  - Ricardo Piglia (Argentine)
  - Nélida Piñón (Brésil)
  - Marta Traba (Argentine/Colombie)
  - Roberto Burgos Cantor (Colombie)
  - Rafael Pinedo (es) (Argentine)
- Francophones :
  - Ernest Pépin (Guadeloupe), 1991 pour Boucans de Mots libres et 2000 pour L'ecrán rouge[1]
  - Gary Victor (Haïti)
  - Roger Toumson (Guadeloupe)
  - Raphaël Confiant (Martinique), 1993 et 2016[2]
- Lusophone :
  - Moacyr Scliar (Brésil)
  - Mariana Ianelli (Brésil)